# 타나 문자
타나 문자(Thaana, Taana 또는 Tāna; 타나 문자로 ތާނަ‏)는 몰디브의 공용어인 디베히어를 표기하는 문자이다.

## 개요
모음이 자음글자에 부호로서 부가적으로 표기된다는 점에서는 아브자드, 아부기다의 특징을 지니고 있으나, 부가 모음을 생략하지 않고 모두 표기한다는 점에서 알파벳으로 볼 수 있다. 보통 알파벳으로 분류한다. 타나 문자는 18세기에 등장했으며, 그 전의 몰디브에서는 디베히 아쿠루라는 남인도계통 그란타 문자계열의 고유 문자를 사용했다.(디베히어는 스리랑카의 싱할리어와 가까운 관계에 있다) 타나 문자의 자음 글자들은 흥미롭게도 아라비아 문자의 숫자(아랍 숫자)를 문자로 전용한 것이고, 나머지는 디베히 아쿠루에서 일부 차용한 것이다.
아랍어 계통의 단어들은 아랍어 문자를 일부 변용해서 쓴다. 모음체계도 아랍어 모음 표기를 기본으로 하고 일부를 보충한 것이다. 또한 타나 문자의 배열순서는 모든 인도계 문자가 공유하고 있는 배열순서나 아라비아 문자의 배열순서 어느 쪽에도 일치하지 않는다. 어떻게 오랫동안 사용해오던 고유 문자가 쇠퇴하고 18세기에 아라비아 문자의 요소를 따오면서도 직접적 관련은 희박한 신종 문자가 등장하게 되었는지는 명확하지 않다. 오른쪽에서 왼쪽으로 쓴다.

## 문자
타나문자는 유니코드 코드포인트 0780-07BF를 점유한다.
| 자소 | 이름      | 나시리 로마자             | IPA 가치      |
| ---- | --------- | ------------------------- | ------------- |
| ހ    | haa       | h                         | [h]           |
| ށ    | shaviyani | ṣ                         | [ʂ]           |
| ނ    | noonu     | n                         | [n̪]           |
| ރ    | raa       | r                         | [ɾ]           |
| ބ    | baa       | b                         | [b]           |
| ޅ    | lhaviyani | lh                        | [ɭ]           |
| ކ    | kaafu     | k                         | [k]           |
| އ    | alifu     | varies                    | see article   |
| ވ    | vaavu     | v                         | [ʋ]           |
| މ    | meemu     | m                         | [m]           |
| ފ    | faafu     | f                         | [f]           |
| ދ    | dhaalu    | dh                        | [d̪]           |
| ތ    | thaa      | th                        | [t̪]           |
| ލ    | laamu     | l                         | [l]           |
| ގ    | gaafu     | g                         | [ɡ]           |
| ޏ    | gnaviyani | gn                        | [ɲ]           |
| ސ    | seenu     | s                         | [s̺]           |
| ޑ    | daviyani  | d                         | [ɖ]           |
| ޒ    | zaviyani  | z                         | [z̺]           |
| ޓ    | taviyani  | t                         | [ʈ]           |
| ޔ    | yaa       | y                         | [j]           |
| ޕ    | paviyani  | p                         | [p]           |
| ޖ    | javiyani  | j                         | [dʒ]          |
| ޗ    | chaviyani | ch                        | [tʃ]          |
| ޘ    | ttaa      | 아랍어-몰다브어 전사 문자 | Arabic ث [θ]  |
| ޙ    | hhaa      | 아랍어-몰다브어 전사 문자 | Arabic ح [ħ]  |
| ޚ    | khaa      | 아랍어-몰다브어 전사 문자 | Arabic خ [x]  |
| ޛ    | thaalu    | 아랍어-몰다브어 전사 문자 | Arabic ذ [ð]  |
| ޜ    | zaa       | 영어-몰다브어 전사 문자   | [ʒ]           |
| ޝ    | sheenu    | 아랍어-몰다브어 전사 문자 | Arabic ش [ʃ]  |
| ޞ    | saadhu    | 아랍어-몰다브어 전사 문자 | Arabic ص [sˤ] |
| ޟ    | daadhu    | 아랍어-몰다브어 전사 문자 | Arabic ض [dˤ] |
| ޠ    | to        | 아랍어-몰다브어 전사 문자 | Arabic ط [tˤ] |
| ޡ    | zo        | 아랍어-몰다브어 전사 문자 | Arabic ظ [ðˤ] |
| ޢ    | aïnu      | 아랍어-몰다브어 전사 문자 | Arabic ع [ʕ]  |
| ޣ    | ghaïnu    | 아랍어-몰다브어 전사 문자 | Arabic غ [ɣ]  |
| ޤ    | qaafu     | 아랍어-몰다브어 전사 문자 | Arabic ق [q]  |
| ޥ    | waavu     | 아랍어-몰다브어 전사 문자 | Arabic و [w]  |
| އަ    | abafili   | a                         | [ə]           |
| އާ    | aabaafili | aa                        | [əː]          |
| އި    | ibifili   | i                         | [i]           |
| އީ    | eebeefili | ee                        | [iː]          |
| އު    | ubufili   | u                         | [u]           |
| އޫ    | ooboofili | oo                        | [uː]          |
| އެ    | ebefili   | e                         | [ɛ]           |
| އޭ    | eybeyfili | ey                        | [ɛː]          |
| އޮ    | obofili   | o                         | [ɔ]           |
| އޯ    | oaboafili | oa                        | [ɔː]          |
| އް    | sukun     | varies                    | see article   |
| ޱ    | naviyani  | ṇ                         | [ɳ]           |